# Đurađ Branković
Đurađ Branković, en cirílico: Ђурађ Бранковић, y en húngaro: György Brankovics  (1377 - 1456), igualmente conocido con el patronímico de (Đurađ) Vuković, y a veces como Jorge Brankovic, fue un déspota serbio. En aquella época, "déspota" era un título  bizantino y serbio, no una descripción de su modo de gobernar. Fue además un barón del reino de Hungría. Fue el primer soberano de Serbia de la casa de los Branković. Estaba casado con la hija de Juan VI Cantacuzeno.

## Vida y reinado
Đurađ Branković era hijo de Vuk Branković y Mara (a su vez hija del Knez Lazar Hrebeljanović). 
Tras suceder a su tío Stefan Lazarević como déspota, los otomanos se apoderaron de su capital Kruševac. Branković trasladó entonces la capital a Smederevo y se alió con Hungría con la esperanza de impedir el avance otomano a Serbia, sin embargo en 1439, Smederevo fue tomada por los otomanos. Branković se retiró a sus posesiones en territorio húngaro (que actualmente están en Serbia), y continuó luchando contra el Imperio otomano hasta su muerte.
Al principio de su gobierno Đurađ Branković vivió con la presión simultánea de húngaros y otomanos y pudo restaurar el doble vasallaje solo a costa de las pérdidas territoriales. Después de que el rey húngaro se quedara con Belgrado, construyó una nueva capital por poco tiempo: Smederevo. Del déspota Stefan heredó desacuerdos con las Millas alrededor de Zeta y Bosnia alrededor de Srebrenica. A pesar de los peligros otomanos comunes, los enfrentamientos entre las rimas del Señor cristiano no son crédulos.
Đurađ trató de aliviar la presión otomana mediante concesiones territoriales y el envío de su hija Mar al harén del sultán, pero nada  disuadió sultán Murat II de conquistar el despotado en 1439. Solo el Zeta permaneció, y Durad se vio obligado a abandonar el país. Después de un período de tiempo, llegó a Hungría. Luego alentó y ayudó financieramente a organizar una nueva cruzada contra los otomanos. El ejército de Krushta causó más pérdidas a los otomanos y penetró todo el camino hasta Sofía.
El sultán se vio obligado a renunciar, y en 1444 regresó al país despótico, con la restauración de una relación de vasallos. Con el fin de salvar al estado de los incendios de la devastación otomana, el déspota se mantuvo al margen de los conflictos húngaros y otomanos. Perdió su poder limitado en un intento fútil de expulsar a los militantes de Zeta.
| Predecesor: Esteban Lazarević | Déspota de Serbia 1427 - 1456 | Sucesor: Lazar Branković |

- Datos: Q342130
- Multimedia: Đurađ Branković / Q342130